# Bastelsmühle
Bastelsmühle ist ein Gemeindeteil der Stadt Teuschnitz im Landkreis Kronach (Oberfranken, Bayern).

## Geographie
Die Einöde liegt an der Haßlach und am Dammbach, der dort als rechter Zufluss in die Haßlach mündet. Ein Wirtschaftsweg führt nach Haßlach zur Kreisstraße KC 8 (1,2 km nordwestlich) bzw. zur Kohlmühle (0,7 km südwestlich).

## Geschichte
Die Bastelsmühle existiert mindestens seit 1451. In diesem Jahr wurde ein Vertrag zwischen dem Müller der Bastelsmühle und der Stadt Teuschnitz, als auch der Gemeinde Hasslach geschlossen. Anders als bei den meisten Mühlen im Frankenwald, handelte es sich um eine reine Mahlmühle und nicht um eine Sägemühle.
Bastelsmühle gehörte zur Realgemeinde Teuschnitz. Das Hochgericht übte das bambergische Centamt Teuschnitz aus. Die Grundherrschaft über die Mahl- und Schneidmühle hatte das Kastenamt Teuschnitz.
Mit dem Gemeindeedikt wurde Bastelsmühle dem 1808 gebildeten Steuerdistrikt und Munizipalgemeinde Teuschnitz zugewiesen.

### Einwohnerentwicklung
| Jahr      | 001818 | 001861 | 001871 | 001885 | 001900 | 001925 | 001950 | 001961 | 001970 | 001987 |
| Einwohner | *      | 8      | 7      | 7      | 11     | 6      | 5      | 5      | 5      | 4      |
| Häuser    | *      |        |        | 1      | 1      | 1      | 1      | 1      |        | 1      |
| Quelle    | [ 6 ]  | [ 8 ]  | [ 9 ]  | [ 10 ] | [ 11 ] | [ 12 ] | [ 13 ] | [ 14 ] | [ 15 ] | [ 1 ]  |

## Religion
Die Katholiken sind nach Mariä Himmelfahrt (Teuschnitz) gepfarrt.